# Alékos Kaklamános
Aléxandros "Alékos" Kaklamános (en grec moderne : Αλέξανδρος "Αλέκος" Κακλαμάνος), né le 20 mai 1974 à Rhodes, est un footballeur grec qui est, surtout, connu pour son passage dans le championnat belge. Il évoluait au poste d'attaquant.

## Carrière
- 1995-1997 :  Olympiakos
- 1997-1998 :  Athinaïkos Výronas
- 1998-1999 :  Panelefsiniakos
- 1999-2000 :  Sporting Charleroi
- 2000-2003 :  La Gantoise
- 2003- nov. 2004 :  Standard de Liège
- nov. 2004-2005 :  La Gantoise
- 2005-2006 :  APOEL Nicosie
- 2006-2007 :  Ergotelis
- 2007-2008 :  AO Kerkyra
- 2008-2009 :  Énosis Néon Paralímni
- 2009-2011 :  Rodos
- 2011-2012 :  RU Saint-Gilles[1]